# Dimo Kostow
Dimo Kostow Stratiew (bułg. Димо Костов Стратиев, ur. 17 marca 1947 w Rogozinowie) – bułgarski zapaśnik. Brązowy medalista olimpijski z Montrealu.
Zawody w 1976 były jego jedynymi igrzyskami olimpijskimi. Walczył w stylu wolnym. Medal wywalczył w wadze ciężkiej do 100 kilogramów. Na mistrzostwach świata najlepszym jego miejscem było czwarte. Był drugi na mistrzostwach Europy w 1976 i trzeci w 1973 oraz 1975.